# Homofobia liberal
A homofobia liberal é um conceito que define a aceitação da orientação, comportamento e atração homossexual enquanto se mantenha oculta. É um tipo de homofobia que, apesar do fato de ter a aceitação e defesa da diversidade sexual seja expressa, perpetuam-se estereótipos e preconceitos que marginalizam ou subvalorizam pessoas homossexuais, lésbicas ou gays, ou bissexuais.
É uma prática que começa com a compreensão de que os relacionamentos e a sexualidade são questões pertencentes à esfera privada e, portanto, de aceitar a liberdade individual sobre estas questões sempre que não transcendam à esfera pública. No entanto, desde o movimento LGBTI, defende-se que a orientação sexual é e sempre tem sido uma questão pública, enquanto os casais heterossexuais mostram abertamente sua orientação pelo simples facto de ter casal.
A homofobia liberal é mostrada em muitas situações em que a necessidade de tornar visível a diversidade sexual é criticada, como as paradas do Orgulho LGBT ou a sensibilização nas escolas, sem ter em conta a discriminação que as pessoas LGBT enfrentam.